# Valentin Gavrilov
Valentin Aleksandrovič Gavrilov (in russo Валентин Александрович Гаврилов?; Mosca, 26 luglio 1946 – Mosca, 23 dicembre 2003) è stato un altista sovietico.

## Palmarès

### Olimpiadi
- 1 medaglia:
  - 1 bronzo (Città del Messico 1968)

### Europei
- 1 medaglia:
  - 1 oro (Atene 1969)

### Europei indoor
- 3 medaglie:
  - 2 ori (Belgrado 1969; Vienna 1970)
  - 1 argento (Madrid 1968)

### Universiadi
- 1 medaglia:
  - 1 oro (Torino 1970)

## Altre competizioni internazionali
1967
- Coppa Europa di atletica leggera ( Kiev)

1973
- Coppa Europa di atletica leggera ( Edimburgo)